# Reid Carolin
Reid Carolin est un scénariste, producteur, réalisateur américain né le 10 janvier 1982 à Lake Forest dans l'Illinois. Il a travaillé sur plusieurs films avec l'acteur Channing Tatum.

## Biographie

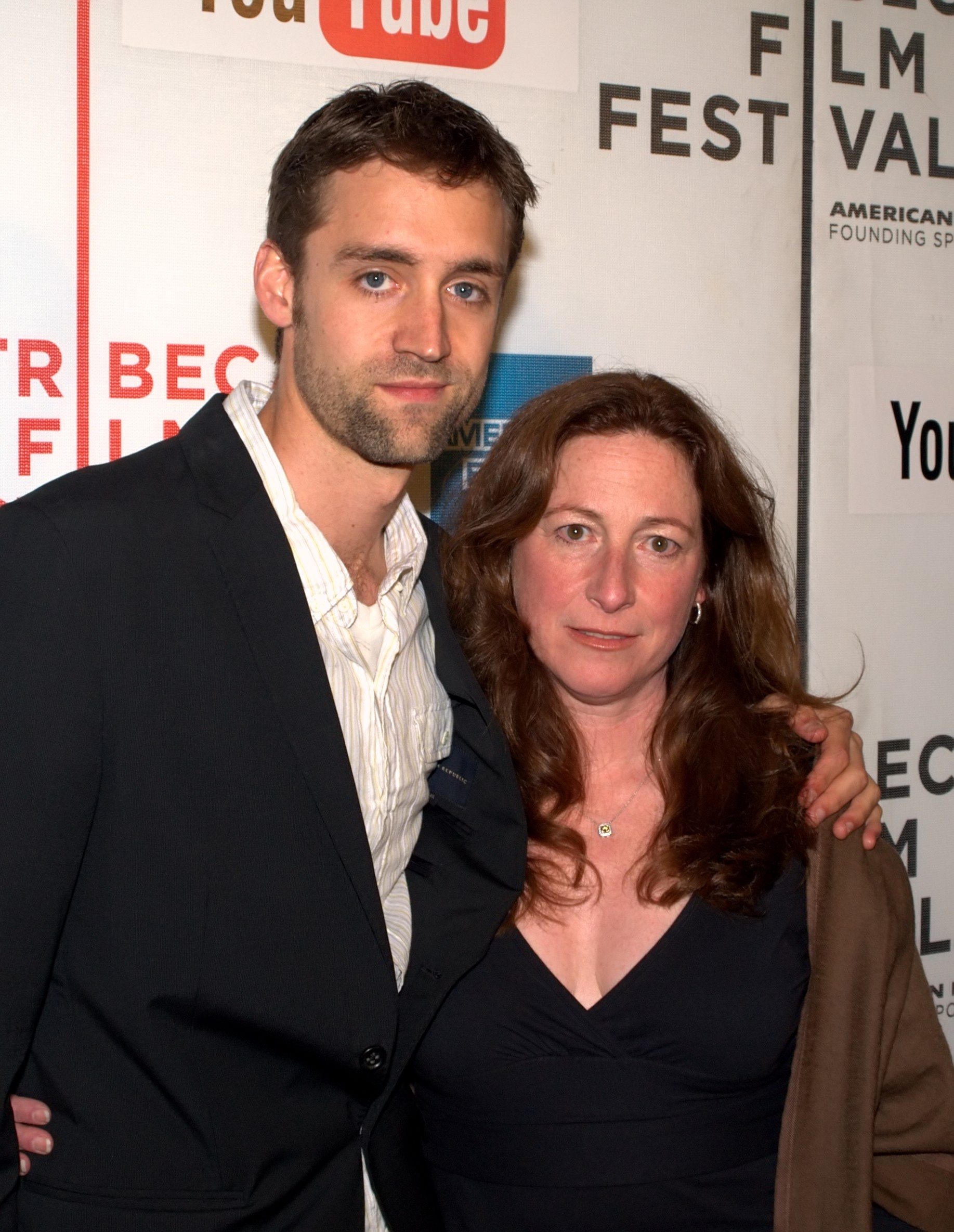
Reid Carolin et Deborah Scranton au festival du film de Tribeca 2010

Reid Carolin nait le 10 janvier 1982 à Lake Forest dans l'Illinois. Il a étudié au Harvard College.
Il fait des débuts de producteur comme producteur associé sur le film Stop-Loss de Kimberly Peirce sorti en 2008. Il officie également comme directeur de la photographie de certaines séquences vidéo du film.
En avril 2011 le documentaire Earth Made of Glass de Deborah Scranton, qu'il a produit, est diffusé sur HBO. Il remporte un Peabody Award en 2012. Toujours en 2012, il écrit et produit le film Magic Mike (2012) réalisé par Steven Soderbergh et inspiré de la propre expérience de Channing Tatum qui tient le rôle-titre. Il y tient également un petit rôle. C'est le début d'une longue collaboration avec l'acteur. Il produit ainsi 10 ans déjà !, White House Down ou encore 22 Jump Street.
Lui et Channing Tatum tentent ensuite de développer un film solo sur Gambit, personnage de Marvel Comics, puis un reboot de la franchise SOS Fantômes,,. Les deux projets ne se concrétiseront pas. Il écrit et produit cependant la suite de Magic Mike, Magic Mike XXL, sortie en 2015. Il produit ensuite Logan Lucky de Steven Soderbergh.
Reid Carolin fait ensuite ses débuts de réalisateur avec le long métrage Dog, coréalisé avec Channing Tatum. Le film sort en 2022 et reçoit des critiques globalement positives,. Il écrit ensuite Magic Mike : Dernière danse, sorti en 2023.

## Filmographie
Sauf indication contraire, les informations mentionnées dans cette section peuvent être confirmées par la base de données cinématographiques IMDb,  présente dans la section « Liens externes ».

### Scénariste
- 2010 : Earth Made of Glass (documentaire) de Deborah Scranton
- 2012 : Magic Mike de Steven Soderbergh
- 2015 : Magic Mike XXL de Gregory Jacobs
- 2022 : Dog de lui-même et Channing Tatum
- 2023 : Magic Mike : Dernière danse (Magic Mike's Last Dance) de Steven Soderbergh

### Producteur
- 2008 : Stop-Loss de Kimberly Peirce (producteur associé)
- 2010 : Earth Made of Glass (documentaire) de Deborah Scranton
- 2011 : 10 ans déjà ! (10 Years) de Jamie Linden
- 2012 : Magic Mike de Steven Soderbergh
- 2013 : White House Down de Roland Emmerich (producteur délégué)
- 2014 : 22 Jump Street de Phil Lord et Chris Miller (producteur délégué)
- 2015 : Magic Mike XXL de Gregory Jacobs
- 2017 : Comrade Detective (série TV) - 3 épisodes
- 2017 : Logan Lucky de Steven Soderbergh
- 2017 : War Dog: A Soldier's Best Friend (documentaire) de Deborah Scranton (producteur délégué)
- 2018 : 6 Balloons de Marja-Lewis Ryan
- 2019 : Light Years de Colin Thompson
- 2021 : America : Le Film (America: The Motion Picture) de Matt Thompson
- 2021 : Un papa hors pair (Fatherhood) de Paul Weitz
- 2021 : Finding Magic Mike (émission TV) - 7 épisodes (producteur délégué)
- 2023 : Magic Mike : Dernière danse (Magic Mike's Last Dance) de Steven Soderbergh

### Réalisateur
- 2022 : Dog (coréalisé avec Channing Tatum)

### Autres
- 2012 : Magic Mike de Steven Soderbergh - acteur, rôle : Paul)
- 2012 : Je te promets (The Vow) de Michael Sucsy - compositeur de musique additionnelle